# Hypoxis pratensis
Hypoxis pratensis är en enhjärtbladig växtart som beskrevs av Robert Brown. Hypoxis pratensis ingår i släktet Hypoxis och familjen Hypoxidaceae.

## Underarter
Arten delas in i följande underarter:
- H. p. pratensis
- H. p. tuberculata